# Mała Dama (anime)
Mała Dama (jap. レディレディ Lady Lady!!)  – serial anime wyprodukowany w latach 1987–1988 przez Toei Animation oraz Mała Dama 2 (jap. ハロー！レディリン Hello! Lady Rin) wyprodukowany w latach 1988–1989 również przez Toei Animation w reżyserii Hiroshiego Shidary oparty na podstawie mangi Lady!! (jap. レディ!! Redi!!) autorstwa Yōko Hanabusy.

## Wersja polska
W Polsce serial nadawany był na kanale Polsat 2 i Junior w wersji z polskim lektorem.